# 韦弗利 (艾奥瓦州)
韦弗利（Waverly）是美国艾奥瓦州布雷默县的城市和县城，是滑铁卢-锡达福尔斯大都会统计区的一部分，2010年美国人口普查中的人口为9874人。
韦弗利的友好城市是以瓦尔特堡而闻名德国城市艾森纳赫。韦弗利也是以这座城堡命名的瓦尔特堡学院的所在地。